# Aweida
Aweida, também conhecido como Auweyida (Boe, 1850 - canal Gabab, 1921) foi um rei da nação insular de Nauru.

## Biografia

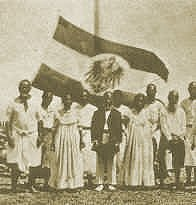
Rei Aweida no meio, em frente a bandeira do Império Alemão.

Antes de Nauru se tornar colonia europeia, a ilha era governada pelo rei que fazia as leis que eram impostas por seus próprios chefes. Quando a Alemanha anexou Nauru à Nova Guiné Alemã, Aweida manteve sua soberania como rei e continuou a ser cacique do povo nauruano. Pouco se sabe sobre ele. Sabe-se que era filho de um chefe da tribo Emea. Em sua juventude casou-se com Eibinua, filha de um chefe da aldeia Eamwit. Juntos tiveram vários filhos. Após sua morte ele se casou outra vez, agora com Eidukiri também da tribo Eamwit, mas não tiveram filhos. 